# Yadda yadda
Yada yada yada é uma expressão que significa uma conversa vazia, apenas repetindo coisas já entendidas. Funciona de forma semelhante ao "blá blá blá".

## Etimologia
Não há uma única versão sobre a origem do termo. De acordo com o "Webster's New Millennium Dictionary of English" a expressão vem do hebraico e ídiche "yadaa", que significa "a saber" Já de acordo com o "Merriam-Webster Online Dictionary", a expressão vem de expressão "yatter yatter" que vem de "yatata", uma gíria britânica para conversa vazia.

## Na cultura popular
A expressão foi uma entre vários dos bordões popularizados pela série Seinfeld. Durante o episódio, denominado "The Yada Yada", a frase é utilizada de forma cômica. Pela popularidade do seriado, a nova expressão chegou até os dicionários. Entretanto, apesar de ser frequentemente associada à série, a expressão foi primeiramente utilizada por Lenny Bruce nos anos 60. Com a popularidade da expressão, ela é utilizada frequentemente na mídia jornalística, não necessariamente referindo-se ao seriado. Por exemplo, o Sunday Morning Herald, utilizou-se da expressão sobre uma vitória de Roger Federer, que naquela época era uma coisa repetitiva. Já o Seattle Times fala de The New Adventures of Old Christine, onde há a comparação da nova série de Julia Louis-Dreyfus, onde de acordo com o crítico Kay McFadden, seria praticamente uma repetição de Elaine Benes, personagem interpretada pela atriz em Seinfeld.